# Lastreja
Lastreja (lat. Gymnocarpium), rod papratnjače u porodici Cystopteridaceae. Postoji devet priznatih vrsta i pet hibrida. Dvije vrste lastreja rastu i u Hrvatskoj, kisela i vapnenačka.
Rod je rasprostranjen po Europi, Aziji i Sjevernoj Americi. Ime roda dolazi od grčkog gumnos, gol, i carpos, plod.

## Vrste
1. Gymnocarpium appalachianum Pryer & Haufler
2. Gymnocarpium continentale (Petrov) Pojark.
3. Gymnocarpium disjunctum (Rupr.) Ching
4. Gymnocarpium dryopteris (L.) Newm.
5. Gymnocarpium fedtschenkoanum Pojark.
6. Gymnocarpium jessoense (Koidz.) Koidz.
7. Gymnocarpium oyamense (Bak.) Ching
8. Gymnocarpium remotepinnatum (Hayata) Ching
9. Gymnocarpium robertianum (Hoffm.) Newman
10. Gymnocarpium ×achriosporum Sarvela
11. Gymnocarpium ×bipinnatifidum Miyam.
12. Gymnocarpium ×brittonianum (Sarvela) Pryer & Haufler
13. Gymnocarpium ×heterosporum V.H.Wagner
14. Gymnocarpium ×intermedium Sarvela

## Vanjske poveznice
|  | Zajednički poslužitelj ima još gradiva o temi Gymnocarpium dryopteris |
|  | Wikivrste imaju podatke o taksonu Gymnocarpium dryopteris             |